# ときめき駅
ときめき駅（ときめきえき）は、かつて新潟県西蒲原郡黒埼町（現新潟市西区）ときめき東一丁目にあった新潟交通電車線の駅。

## 概要
黒埼町北部の大字寺地および山田で福田組などを中心として開発が進められていた住宅地「ときめきタウン黒埼」の最寄り駅として設けられた。
ときめきタウンは電車線を挟んで東西に亘って開発が行われた。公共交通が全くなかった訳ではなく、電車線東側の新潟県道42号新潟黒埼インター線（当時、現在は国道116号の区間）上には新潟交通の路線バスが発着する下山田バス停が、また北西側には同社の新潟西部営業所があり、それぞれ新潟市中心部や郊外方面に至る路線が運行されていた。ただし、ときめきタウンはこれらのほぼ中間にあり、どちらのバス停を利用するにも概ね徒歩15 - 20分を要した。また、黒埼町内には中学校が黒埼町立黒埼中学校（現在の新潟市立黒埼中学校）1校しかなく、ときめきタウンに在住する中学生の通学手段を確保する必要が生じた。さらに寺地をはじめ同町の山田・善久などの地区は旧農村部を縫うような形で宅地開発が進捗したため道幅が非常に狭隘で、また道路整備も不充分なままだった事などから、これらの地区を経由するバス路線を開設するのは非常に困難とされた。
こうした事情から黒埼町は新潟交通に対して電車線の新駅設置を請願したものの、新潟交通側は電車線の慢性的な不採算から終始難色を示した。町はやむなく「駅の設置費用を負担する」という条件を付加して再度請願。新潟交通もこれに折れる形で新駅設置を決め、諸費用を含めた1,300万円強を町が負担し、新駅「ときめき駅」が1997年（平成9年）3月16日に設けられた。開設後は上記の通り、主に中学生の黒埼中学前駅への通学輸送に利用された。だが新潟市中心部への通勤・通学需要に関しては、上記の通り元々周辺にバス路線がある上、電車利用では東関屋駅で乗り換える必要が生じる上に運賃も高額で、さらに運行車両はいずれも非冷房で近代化が立ち遅れていた事などから、利用者数はほとんど伸びなかった。
さらに悪い事に、ときめき駅の開業からわずか1か月後の4月17日、新潟交通が電車線を全廃する方針を表明したため、黒埼町側は憤激。その後同社は沿線自治体と廃止に伴う対策協議を始めたが、黒埼町とは先のときめき駅の建設費の負担を巡って終始紛糾、対策協議にも大きな影を落とした。結局1998年（平成10年）、新潟交通が建設費を全額町に返還することで両者はようやく合意。こうして、ときめき駅は1999年（平成11年）4月4日の最終運行を以って、電車線の全廃と共に僅か2年20日の使命を終えて営業を終了した。
廃止後、新潟市中心部からときめきタウンを経由して黒埼町中心部の大野（現大野町）に至るバス路線が設けられた。ときめきタウン内には旧ときめき駅西約100mの市道上に、ときめきバス停が設置されたが、前述の通り、ときめき以南の区間は道幅が狭いため国道8号を経由する経路が設定された。2001年（平成13年）1月1日、黒埼町は新潟市に編入合併し、その後黒埼地区では県道や市道の新規整備や改修が進捗した。幹線道路が乏しかった黒埼北部では、山田・善久周辺に所在する住宅地「焼鮒団地」の西側を経由する市道が整備されるなどしたため、ときめき経由のバス路線の経路もこの市道を経由するものに改められた。2007年（平成19年）4月1日の政令指定都市移行後は、この市道を経由して西区役所が所在する坂井輪地区方面を循環する西区バス「黒埼ルート」が開設されたが、利用者が少なく不採算であったことから2010年（平成22年）3月31日を以って廃止された。黒埼地区では道路整備が進捗する一方で公共交通網の再整備が進んでおらず、今後の大きな課題となっている。
なお西区黒埼地区のうち寺地・ときめき・山田など北部については新潟市への編入合併以降、黒埼中よりも近い新潟市立小針中学校等への通学が認められている。

## 駅構造
- 交換設備を持たない「停留場」である地上駅。無人駅だった。
- 線路東側に設けられたホームは単式1面1線。駅舎はなく、ホーム上の上屋には住宅用カーポートが代用された。またバリアフリー対策として、ホーム南側にはスロープが設けられていた。ホーム北側には自動販売機が1台設置されていた。
- 駅名標の道路側には「ときめき停留所」と記されていた。また時刻表も線内の他駅同様、漢数字で縦書きされたものが設置されていた。

## 駅周辺
前述の通り、周辺は黒埼北部土地区画整理事業によって整備された住宅地「ときめきタウン黒埼」。戸建て住宅やアパートが多く、近隣には中華料理店などがあるものの、店舗等はごく少ない。

### 駅東側
- 黒埼インターチェンジ（国道8号・国道116号　新潟西バイパス・新潟バイパス）

### 駅西側
- 新潟市立立仏小学校

## 歴史
- 1997年（平成9年）3月16日 - 開業[2]。
- 1999年（平成11年）4月5日 - 新潟交通電車線東関屋 - 月潟間廃線により廃駅となる。

## 駅跡
現在は施設が全て撤去され、線路跡は自転車歩行者道として整備されている。

## その他

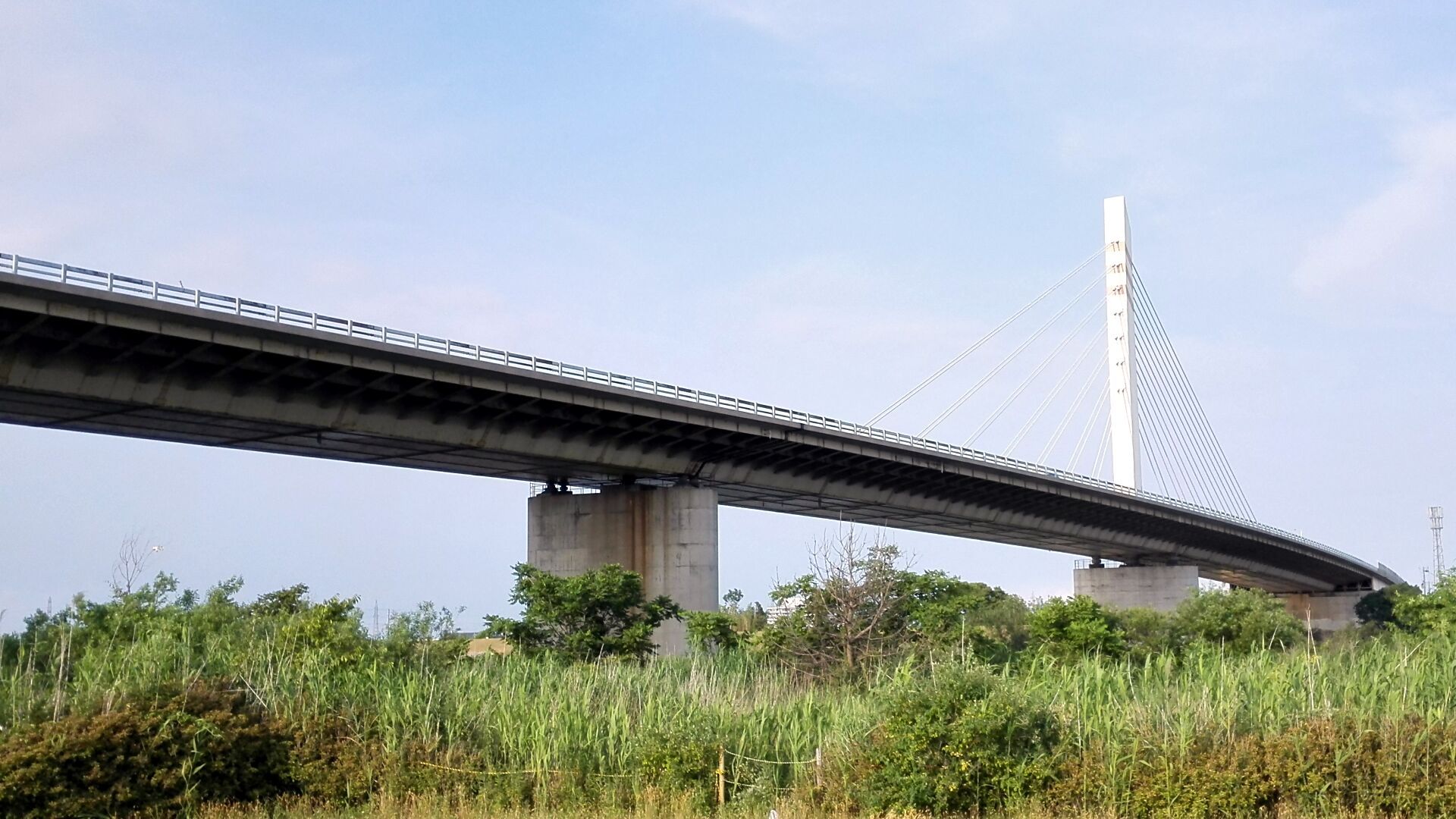
ときめき橋

- 駅名の由来である土地区画整理事業による住宅地の愛称「ときめきタウン黒埼」[3]は、所在地の南側を経由する北陸自動車道のときめき橋に因んで付与されたものである。駅が開業したのはちょうど区画整理がほぼ完了した頃でもあり、町は住居表示を施行し、新たな地名は電車線を中心に東側を「ときめき東」、西側を「ときめき西」とした。ただし、この住居表示は寺地・山田の旧集落を避ける形で虫食い状に施行されたもので、街区符号の区画はまちまちで不完全な形となっている。新潟市編入後、ときめき地内の各所には街区表示板が設置されたものの、表示板には「ときめき東一丁目」などの町名とそのローマ字が記されているのみで、街区符号は表記されていない。
- ときめき駅が開設された当時はゲーム『ときめきメモリアル』の人気絶頂期であったため、駅名標などの駅施設に同作のタイトルロゴを模した「メモリアル」の文字や、同作のキャラクターの似顔絵が落書きされていたことがある。また、駅ノートが雨避け付近に置かれていた。因みに『ときめきメモリアル』の美樹原愛役を担当した栗原みきこは隣接する西川町(現：新潟市西蒲区)出身である。
- 寺地駅 - ときめき駅間は電車線の線路がほぼ南北に一直線となっている区間で、また廃線決定当時は住宅の数も少なかったことから、鉄道写真の撮影ポイントにもなっていた。
- ときめきタウンの区画整理を行った福田組は、電車線廃線を前後して新潟西バイパス・小新インターチェンジ北側でも区画整理事業を開始。愛称を「きらめきタウン小新[4]」として宅地分譲を行っている。こちらでもその後住居表示が施行されたが、地名は旧地名に由来する「小新南」となっている。

## 隣の駅
新潟交通
電車線（廃線）
寺地駅 - ときめき駅 - 焼鮒駅

## 参考資料
- 『鉄道ピクトリアル』　1998年4月臨時増刊号（通巻652号）
- 「新潟交通 鉄道線最後の冬」　鈴木大地 - 『鉄道ピクトリアル』1999年3月号（通巻666号）掲載
- 『今日ものんびり新潟交通』　武相高等学校鉄道同好会